# 白い花の咲く頃
「白い花の咲く頃」（しろいはなのさくころ）は、寺尾智沙が作詞し、その夫である田村しげるが作曲した歌謡曲で、1950年に岡本敦郎の歌唱によりNHKラジオ第1放送の『ラジオ歌謡』で紹介されてヒット作となった。岡本は、この曲のヒットによって広く知られるようになり、この曲は岡本の代表曲のひとつとされている。
初のテレビ放送となった1953年12月31日の第4回NHK紅白歌合戦で、岡本はこの曲を歌った。

## おもなカバー
水原弘は、1961年12月にこの曲をA面としたシングルをリリースした。倍賞千恵子は、1972年にこの曲をA面としたシングルをリリースした。
また、岡本敦郎の歌唱を集めたコンピレーション・アルバム以外にも、他の歌手によるこの曲のカバーを収録したアルバムは多く、中にはアルバム名にこの曲名も掲げている例もある。
- 白い花の咲くころ (菅原洋一のアルバム) - 菅原洋一の1969年のアルバム（このアルバムでは「頃」ではなく「ころ」と表記されている）[4]
- 白い花の咲く頃 (鮫島有美子のアルバム) - 「日本抒情歌集2」とサブタイトルが付けられた鮫島有美子の2003年のアルバム[5]。

石原詢子は2013年10月23日リリースのアルバム『我がこころの愛唱歌〜夢と希望に満ちてたあの時代〜』、2014年11月10日リリースのCD-BOX『石原詢子 時代のうた』にて同曲をカバーした。このほか、三橋美智也、石原裕次郎、都はるみ、小柳ルミ子、椎名林檎などによるカバーが知られている。

## 大衆文化の中で
スタジオジブリによる2011年のアニメ映画『コクリコ坂から』は、1963年の横浜が舞台となっているが、作中で高校生たちが「白い花の咲く頃」を斉唱する場面が描かれており、その当時この曲が広く知られていたことを表している。

## 同名異曲
シンガーソングライターの村下孝蔵が、1987年のシングル「陽だまり」のB面に入れ、アルバム『陽だまり』にも収録した「白い花の咲く頃」は、村下が作詞・作曲したもので、まったく異なる曲である。